# Nemesia ungoliant
Nemesia ungoliant is een spinnensoort in de taxonomische indeling van de bruine klapdeurspinnen (Nemesiidae).
Nemesia ungoliant werd in 2007 beschreven door Decae, Cardoso & Selden.